# Hunter Yeany

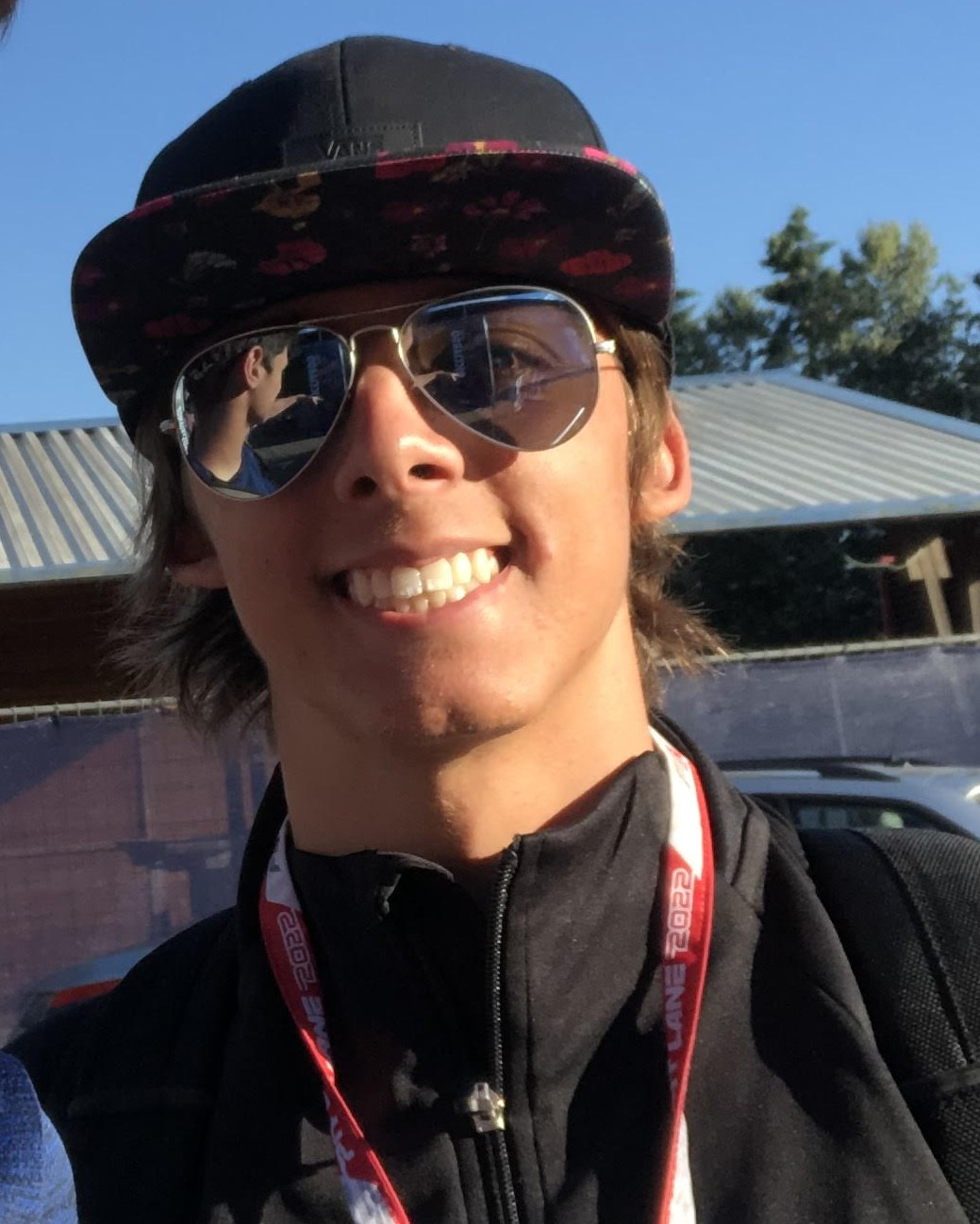
Hunter Yeany

Hunter Yeany (Virginia Beach, Virginia, 11 mei 2005) is een Amerikaans-Brits autocoureur.

## Autosportcarrière
Yeany begon zijn autosportcarrière in het karting in de Verenigde Staten, waar hij het grootste deel van zijn kartloopbaan reed. Hier werd hij in 2019 dertiende in de SKUSA SuperNationals XX11 - KA100 Junior Class by RLV. In 2020 debuteerde hij in het formuleracing, waar hij deelnam aan het Amerikaanse Formule 4-kampioenschap bij het team Velocity Racing Development. Hij won zeven races en behaalde in totaal veertien podiumplaatsen in de vijftien races waarin hij deelnam. Met 285 punten werd hij overtuigend kampioen; hierdoor werd hij de jongste Formule 4-kampioen ooit. Hij sloeg het laatste raceweekend over om te debuteren in het Formula Regional Americas Championship bij Velocity in de seizoensfinale op het Circuit of the Americas als gastcoureur. In deze races eindigde hij als achtste, zesde en vierde.
In 2021 begon Yeany het seizoen in de Formula Regional Americas, waarin hij zijn samenwerking met Velocity voortzette, en debuteerde hij voor hetzelfde team in het Indy Pro 2000 Championship. In de Formula Regional behaalde hij een pole position op Road America, waar hij ook zijn beste resultaat behaalde met een vierde plaats. In de Indy Pro 2000 waren twee achtste plaatsen op Road America zijn beste klasseringen. Halverwege het jaar maakte hij de overstap naar Europa, waarin hij debuteerde in het BRDC Britse Formule 3-kampioenschap tijdens het raceweekend op het Circuit Spa-Francorchamps bij het team Fortec Motorsports en behaalde een podiumfinish in de derde race van het weekend. Vervolgens debuteerde hij in het FIA Formule 3-kampioenschap bij het team Charouz Racing System tijdens de laatste drie raceweekenden als vervanger van Enzo Fittipaldi. Vanwege een wijziging in het schema moest hij het laatste weekend op het Sochi Autodrom echter aan zich voorbij laten gaan, omdat hij andere verplichtingen had. Een achttiende plaats op het Circuit Spa-Francorchamps was zijn beste resultaat in deze klasse.
In 2022 kwam Yeany uit in het volledige seizoen van de FIA Formule 3 bij het team Campos Racing. Tijdens de eerste race op de Red Bull Ring brak hij bij een ongeluk zijn pols en moest hij de daaropvolgende drie raceweekenden missen. Gedurende het seizoen behaalde hij twee zestiende plaatsen als beste race-uitslagen. Hij eindigde puntloos op plaats 33 in het klassement.
In 2023 bleef Yeany actief in de FIA Formule 3, maar stapte hij over naar het team Carlin. Na vijf raceweekenden, waarin een zestiende plaats op het Circuit de Barcelona-Catalunya zijn beste resultaat was, werd hij vervangen door Max Esterson en verliet hij de klasse. Hij eindigde zodoende als dertigste in het kampioenschap.